# Викторвилл (Калифорния)
Викторвилл (англ. Victorville) — город в округе Сан-Бернардино, штат Калифорния, США. Занимает пятое место (из 24) по количеству жителей в округе, 50-е в Калифорнии и 217-е место по этому показателю в США (по оценкам 2012 года).

## География
Викторвилл находится в юго-западной части округа, на окраине пустыни Мохаве, на территории неофициально называемой «Высокая пустыня». С востока Викторвилл вплотную граничит с городком Апл-Валли, с юга — с городом Хеспирия, с запада — с городом Аделанто. Вдоль восточных границ города протекает река Мохаве. Площадь города составляет 190,99 км², в том числе 1,46 км² (0,76 %) занимают открытые водные пространства. Через Викторвилл проходят автодороги US 66 и I-15, воздушное сообщение обеспечивает Логистический аэропорт Южной Калифорнии.
В состав города входит статистически обособленная местность Спринг-Валли-Лейк.

## Климат
Национальная метеорологическая служба ведёт наблюдения за погодой в Викторвилле с 1917 года. Климат города засушливый с прохладной зимой и жарким летом. Температура января колеблется от -18°С (минимум, 17 января 1949 года) до 15,3°С (максимум), для июля те же показатели составляют соответственно 16°С и 47°С (10 июля 2002 года). В среднем, в году бывает 109 дней с температурой воздуха выше 32°С и 79 дней с температурой ниже 0°С. В среднем за год на город выпадает 157,6 мм дождя, причём в среднем за год бывает всего 28 дождливых дней. Самый влажный месяц — февраль с 30 мм дождя, самый засушливый — июнь с 1,5 мм. Самым дождливым годом за всю историю метеонаблюдений стал 1983, когда на Викторвилл выпал 341 мм дождя, самым засушливым — 1953 год с 32 мм. Отдельно можно отметить февраль 1944 года, когда за месяц на город выпало 138 мм дождя, и 24 февраля 1998 года — тогда за одни сутки на Викторвилл выпало 76 мм дождя. Что касается снега, то его на город в среднем выпадает всего 3,6 см в год. Отдельно можно отметить январь 1949 года, когда за месяц на город выпало 97 сантиметров снега, тогда же, 14 числа, был побит рекорд по количеству снега за одни сутки — 79 см.

## История
В 1858 году некий Аарон Дж. Лейн, ветеран Американо-мексиканской войны, отправился в Калифорнию, одержимый, как и многие в то время, «золотой лихорадкой». Однако почти в конце своего пути он передумал, решил, что сможет получить более надёжную прибыль, если в пустыне обеспечит ночлег, воду и еду старателям, и поэтому в начале декабря 1858 года основал на месте будущего Викторвилла поселение под названием Лейнс-Кроссинг, которое многие годы служило убежищем и приютом для путешествующих через пустыню в этом месте. Несмотря на слабое здоровье, подорванное малярией, Лейн прожил в своём посёлке ещё четверть века. Уже в 1860 году население Лейнс-Кроссинга составило 10 человек из числа тех, кто решил не идти до Сан-Бернардино, а осесть здесь. Причём 40 % населения (4 человека) составляли дети в возрасте от 7 до 13 лет.
Примерно в 1885 году поселение было переименовано в Виктор в честь Джейкоба Нэша Виктора, инженера Южно-калифорнийской железной дороги. В январе 1886 года был подготовлен официальный план города: в одну сторону шли улицы с A до G, перпендикулярно им — с Первой по Одиннадцатую. Площадь города тогда составляла около 0,86 км². В конце XIX века близ города начали добывать известняк и гранит, был построен завод по производству цемента. В 1901 году Департамент почтовых отделений США переименовал населённый пункт в Викторвилл, чтобы избежать путаницы с городком Виктор в штате Колорадо.
В 1926 году началось строительство шоссе US 66, которое вскоре достигло Викторвилла: в городе частью автомагистрали стали улицы D и Седьмая.
В 1940 году в Викторвилле, в мотеле «Зелёная точка», Херман Манкевич и Джон Хаусман набросали первые два варианта сценария оскароносного «Гражданина Кейна». Режиссёр и продюсер этой ленты, Орсон Уэллс, «сослал» в уединённую глушь этих двоих сценаристов в связи с алкогольными проблемами Манкевича.
В июле 1941 года близ Викторвилла началось строительство военного лётного поля, которое с 1947 года стало базой ВВС «Джордж». В 1992 году военная деятельность базы была прекращена, а на её основе в следующем году заработал гражданский Логистический аэропорт Южной Калифорнии. Часть бывшей базы является заброшенным городом-призраком, в котором регулярно проводят учения военнослужащие Национального тренировочного центра «Форт Ирвин». Также часть бывшей базы занимает тюрьма, построенная в 2004 году, в которой отбывают наказание около 1400 заключённых.
21 сентября 1962 года Викторвилл был инкорпорирован со статусом «город» (city). В то время там проживали 8110 человек, а площадь города составляла 25,12 км².
По оценкам 2007 года в городе проживали 99 395 человек, а его площадь составляла 192,07 км².
3 ноября 2007 года Викторвилл принял у себя состязание автомобилей-роботов DARPA Grand Challenge. Победителем, получившим два миллиона долларов, стала команда Университета Карнеги — Меллон из Питтсбурга, Пенсильвания.
13 ноября 2013 года недалеко от Викторвилла, в пустыне, были обнаружены трупы убитой семьи Макстэй.
- Озеро Спринг-Валли в юго-восточной части города
- Колледж «Виктор-Валли»
- Тюрьма[англ.]
- Транспортный центр

## Демография
На всём протяжении существования города его население неуклонно росло. В 2007 году была преодолена планка в 100 000 человек.
2010
По переписи 2010 года в Викторвилле проживали 115 903 человека. Расовый состав: белые — 48,5 %, негры и афроамериканцы — 16,8 %, коренные американцы — 1,4 %, азиаты — 4 %, уроженцы тихоокеанских островов — 0,4 %, прочие расы — 22,5 %, смешанные расы — 6,3 %, латиноамериканцы (любой расы) — 47,8 %.
В городе было 32 558 домохозяйств, 25 920 семей. В 53 % домохозяйств проживали дети младше 18 лет, 52,3 % домохозяйств представляли собой разнополые женатые пары, живущие совместно, 19,9 % представляли собой женщин — глав семьи без мужа, 7,4 % — мужчин — глав семьи без жены, 7,6 % — разнополые пары, живущие совместно, но не состоящие в браке, 0,8 % — однополые пары, живущие совместно, в браке или без регистрации отношений. Средний размер семьи составлял 3,77 человека.
32,8 % населения были младше 18 лет, 10,5 % были в возрасте от 18 до 24 лет, 28,9 % — от 25 до 44 лет, 19,7 % — от 45 до 64 лет и 8,1 % горожан были в возрасте 65 лет и старше. Средний возраст жителя был 29,5 лет, на каждые 100 лиц женского пола приходилось 100,4 мужского, причём на 100 совершеннолетних женщин приходилось уже 99,1 мужчин сопоставимого возраста.
Средний доход домохозяйства составил 52 165 долларов в год, 23,7 % жителей находились за чертой бедности.
2012
По оценкам 2012 года в Викторвилле проживали 120 336 человек: 50,1 % мужчин и 49,9 % женщин. Средний возраст жителя составил 29 лет при среднем по штату 35 лет. Доход на душу населения составил 15 493 долларов в год, средний доход домохозяйства составил 44 426 долларов в год при среднем по штату 58 328 долларов.
О происхождении своих предков жители Викторвилла сообщили следующее: немцы — 7,2 %, ирландцы — 5,8 %, англичане — 4,7 %, итальянцы — 2,1 %, голландцы — 1,1 %. Опрос жителей старше 15 лет выявил, что 36,7 % из них не состоят в браке и никогда в нём не были, 46,2 % состоят в браке и живут совместно, 4,6 % состоят в браке, но живут раздельно, 3,4 % вдовствуют и 9,1 % находятся в разводе.
16,3 % горожан были рождены вне США при среднем по штату 27,1 %.
2013
По оценкам 2013 года в Викторвилле проживали 121 096 человек.
2014
По данным на июнь 2014 года безработица в городе составила 10,2 % при среднем по штату 7,3 %.

## В кинематографе
В городе и его окрестностях была снята значительная часть многих фильмов. Несколько наиболее известных:
- «Оно пришло из далёкого космоса» (1953) — Викторвилл здесь был представлен как город Сэнд-Рок, штат Аризона[17].
- «Попутчик» (1986) — в Викторвилле была снята сцена на стоянке грузовиков. В массовке были заняты жители города. Также в фильме присутствуют сцены, снятые в Амбое, в легендарном Мотеле-кафе Роя[англ.][18].
- «Без лица» (1997) — сцены в аэропорту были сняты в городском аэропорту[англ.][19].
- «Авария» (1997)[20].
- «Контакт» (1997) — частично снят в Викторвилле, в массовке были заняты жители города[21].

## Прочие факты
- Крупнейшие работодатели города на 2009 год: Логистический аэропорт Южной Калифорнии[англ.] (2073 сотрудника), Колледж «Виктор-Валли»[англ.] (1150), Больница «Пустынная долина»[англ.] (1000), Verizon Communications (940), городская тюрьма[англ.] (844), Walmart (830)[22].
- Крупнейшая газета города — Daily Press.